# سومديف ديفارمان
سومديف ديفارمان (ولد في 13 فبراير 1985، في غوهاتي، الهند). هو لاعب كرة مضرب محترف.